# Martanda

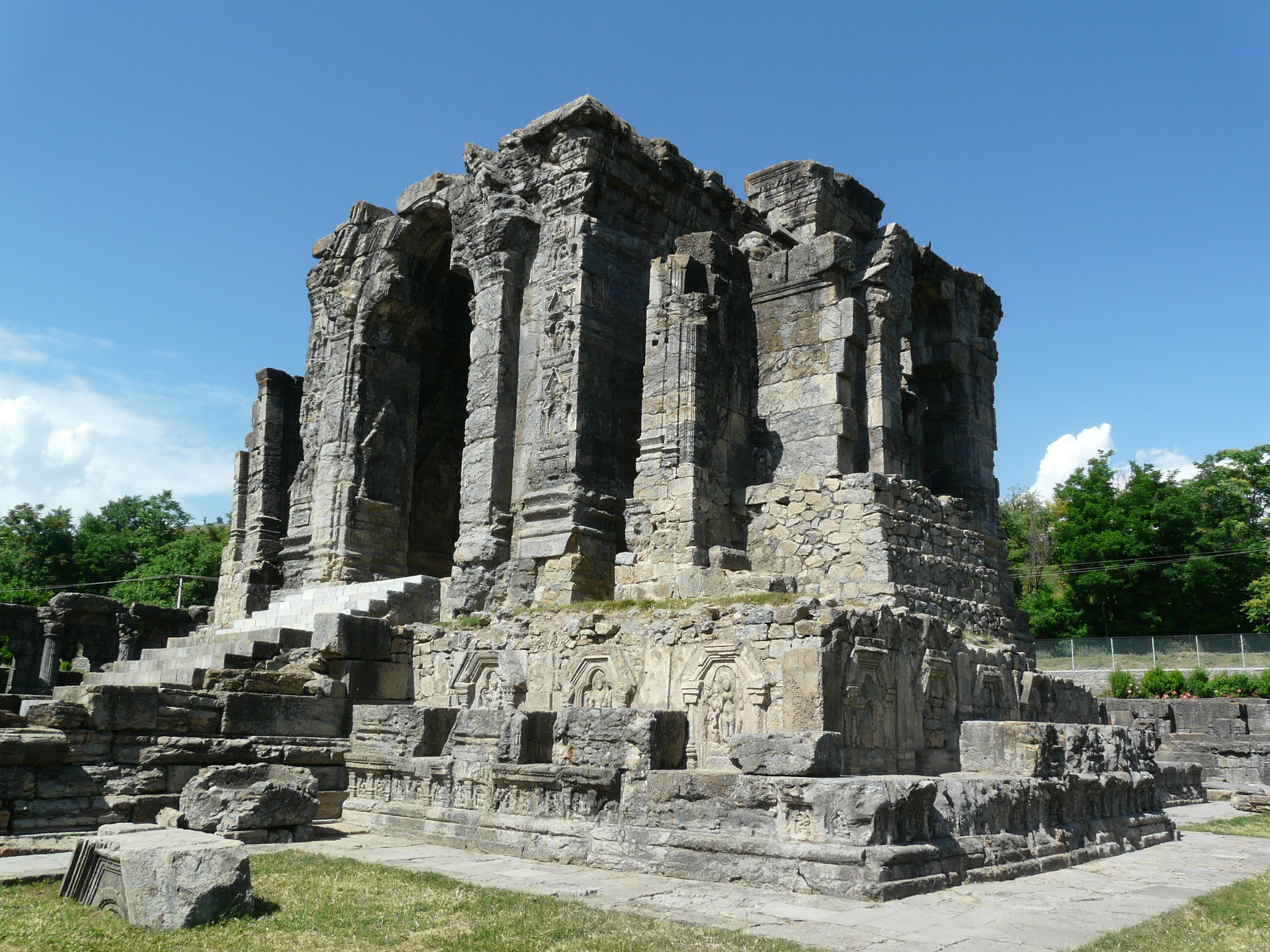
Świątynia poświęcona Martandzie w Anantnag, w stanie Dżammu i Kaszmir

Martanda (sanskryt मार्तंड) – bóstwo hinduistyczne, syn bogini Aditi.
Martanda, ósmy syn Aditi, to Słońce, którego dziećmi są ludzie na Ziemi.
Martanda bywa postrzegany jako jeden z Aditjów (również pod imieniem Wiwaswan), lub też jako forma Bhajraway.